# گربه‌کوسه‌های دم‌پولکی
گربه‌کوسه‌های دم‌پولکی (نام علمی: Parmaturus) نام یک سرده از تیره گربه‌کوسه است.